# Verdoornianthus marsupiifolius
Verdoornianthus marsupiifolius är en bladmossart som först beskrevs av Richard Spruce, och fick sitt nu gällande namn av Gradst.. Verdoornianthus marsupiifolius ingår i släktet Verdoornianthus och familjen Lejeuneaceae. Inga underarter finns listade i Catalogue of Life.